# Vancouver 2010 (jeu vidéo)
Vancouver 2010 est le jeu officiel des Jeux olympiques d'hiver de 2010 de Vancouver.

## Disciplines
Les épreuves suivantes se trouvent dans le jeu :
| - Ski alpin - Slalom géant (femmes uniquement) - Slalom (femmes uniquement) - Descente (hommes uniquement) - Super G (hommes uniquement) - Traineau - Bobsleigh à deux (hommes uniquement) - Luge Simple (hommes uniquement) - Skeleton (hommes uniquement) - Ski acrobatique - Half-pipe (femmes uniquement) - Skicross (femmes uniquement) | - Snowboard - Slalom Géant parallèle (hommes uniquement) - Snowboard Cross (hommes uniquement) - Saut à ski - Grand tremplin individuel (hommes uniquement) - Patinage de vitesse - 500 m Patinage de vitesse sur piste courte (femmes uniquement) - 1 500 m Patinage de vitesse sur piste courte (femmes uniquement) |

Le jeu comporte 30 défis différents répartis dans toutes les disciplines.

## Nations représentées
- Australie
- Autriche
- Belgique
- Canada
- Chine
- République tchèque
- Danemark
- Finlande
- France
- Allemagne
- Grande-Bretagne
- Italie
- Japon
- Pays-Bas
- Norvège
- Pologne
- Portugal
- Russie
- Slovénie
- Corée du Sud
- Espagne
- Suède
- Suisse
- États-Unis